# Mosehøsommerfugl
Mosehøsommerfugl (Colias palaeno) er en sommerfugl i hvidvingefamilien. Den er knyttet til tørvemoser i skove, hvor planten mosebølle forekommer. Mosehøsommerfuglen flyver i perioden fra starten af juni til slutningen af juli. 

## Udbredelse
I Europa er mosehøsommerfuglen almindelig i Norge, Sverige og Finland og sydpå i Alperne og lokalt også i lavlandet. Østpå er den vidt udbredt i den nordlige tempererede del af Asien og Nordamerika.
Arten er sjælden i Danmark. Der er indtil i dag kun set omkring 200 – 300 individer, halvdelen er fra den varme sommer i 1992, hvor arten invaderede Danmark fra Sverige. Sommerfuglen er sjælden i Danmark, dels fordi dens foretrukne levested langsomt forsvinder og dels fordi de overvintrende larver har svært ved at finde ud af, hvornår det er forår og i mange tilfælde kommer frem for tidligt og dør af sult og kulde. Der er dog håb om, at sommerfuglen kan etablere sig her, hvis dens levesteder beskyttes, da den ganske ofte er tilflyver og muligvis tidligere havde en lille ynglende bestand på Nordsjælland.
- Colias palaeno ♂
- Colias palaeno ♂   △

## Udseende
Hannen er tydeligt gul, mens hunnen kun er svagt gullig, men nærmere hvid. Begge køn har en tydelig mørkebrun vingesøm og tydelige røde frynser langs denne. På undersiden af forvingerne findes en lille firkantet hvid midtplet.

## Livscyklus
Æggene lægges på planten mosebølle. De klækker efter ca. en uge. I august går larven i vinterdvale i et lille spind den har spundet på mosebølleplanten. I løbet af efteråret falder spindet ned sammen med de visne blade og larven overvintrer på jorden, næste forår kommer larven frem igen. Sidst i maj eller først i juni er larven udvokset og forpupper sig.

## Foderplanter
Mosebølle, mosepost